# DS3
El DS3 es un automóvil de turismo del segmento B de origen francés, producido por el grupo automovilístico PSA inicialmente para su marca Citroën y desde 2015 para la marca DS Automobiles, tras la constitución de esta última como nueva marca del mencionado grupo. Se mostró como prototipo en el Salón del Automóvil de Ginebra de 2009 bajo la denominación "DS Inside - Mounilei", en tanto que la versión de producción se presentó al público en el Salón del Automóvil de Fráncfort de ese año.
El DS3 tiene carrocería hatchback tres puertas, motor delantero transversal y tracción delantera. Se enfrentará principalmente al Alfa Romeo MiTo, al Mini Cooper S y al Audi A1. En el segmento de precio, el Audi A1 será el más económico al usar partes del SEAT Ibiza, seguido del Alfa Romeo MiTo y Mini Cooper S. La gama de motores abarcará potencias máximas de entre 82 y 208 CV. La versión de 208CV es la DS3 Performance. Cuando el vehículo era producido por Citroën, se ofreció la versión DS3 Racing con el bloque 1.6 THP de 210 CV en una serie limitada.
Además de compartir plataforma con el Citroën C3 y el Peugeot 207, el DS3 tiene numerosos componentes compartidos con el Citroën C3 de segunda generación, que solamente consta de carrocería cinco puertas. Citroën crea dos gamas paralelas de modelos, de manera que los DS serán más lujosos, deportivos y equipados.

## DS3 Cabrio
El DS3 Cabrio es una versión con techo de lona plegable. No es un descapotable, ya que mantiene la estructura de pilares laterales. El hueco que descubre la capota va desde el parabrisas hasta la base de la tapa del baúl.

## Premios

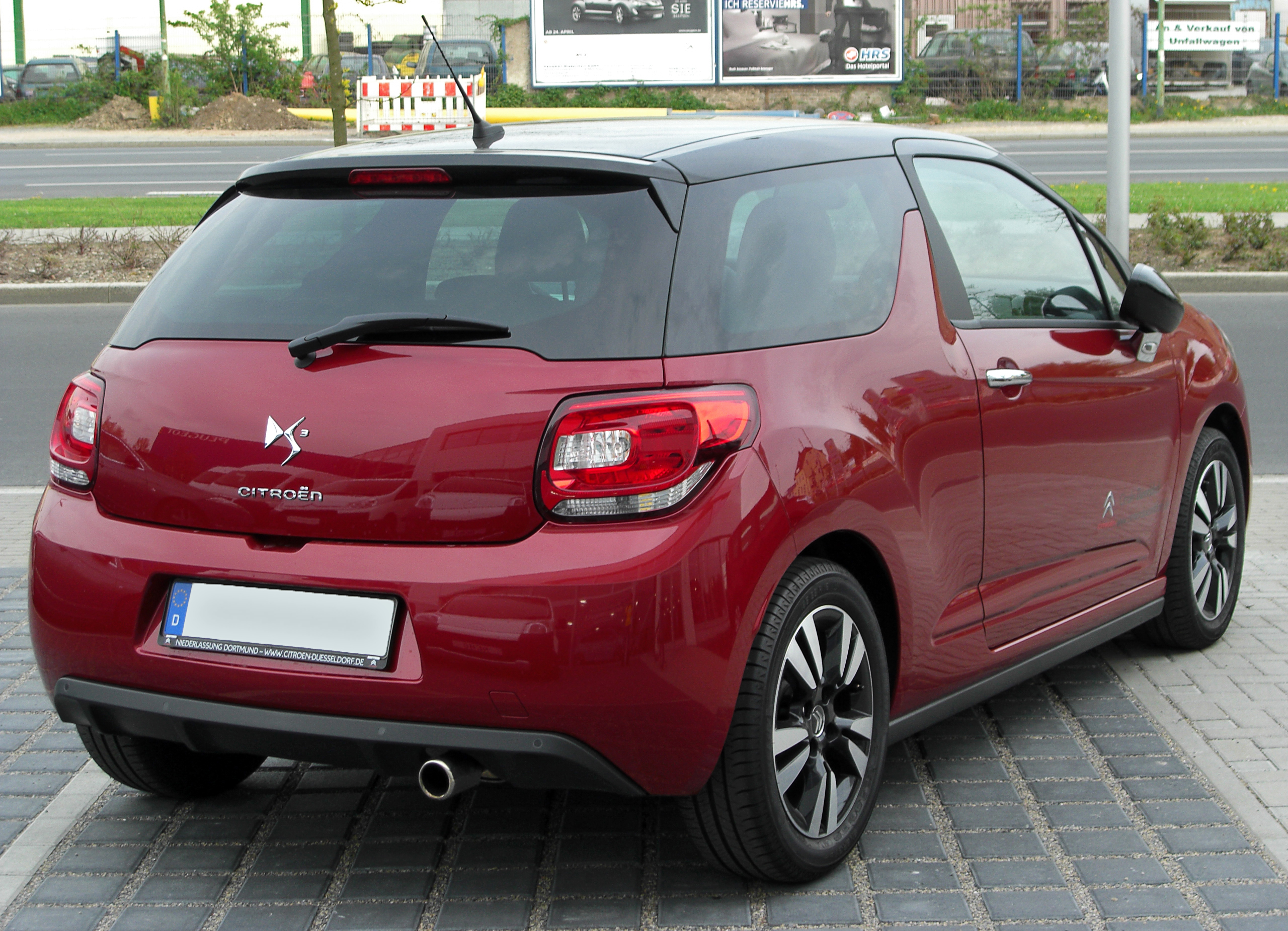
Parte trasera del DS3.

En el año 2010, el Citroën DS3 fue catalogado como mejor coche del año 2009 por la prestigiosa revista Top Gear, siendo sus rivales modelos de prestigio como el Jaguar XF, el Peugeot RCZ, Porsche 911, el Maserati GranCabrio, la VW Golf R e incluso el Bugatti Veyron.
En el año 2010, también fue catalogado como mejor coche pequeño del año 2009.
En el año 2009, fue finalista con el número 2 en el "Coche más bello".

## Motorizaciones
DS ofrece los siguientes impulsores con caja automática y/o manual.

### Diésel
- 1.4 HDI
- 1.6 e-HDI 92
- 1.5 BlueHDI 100

### Gasolina
- 1.2 PureTech 82 cv
- 1.2 PureTech 110 cv
- 1.6 VTI 120 cv
- 1.6 THP 155 cv
- 1.6 THP 208 cv (DS3 Performance)

## Equipamiento y acabados
Los niveles de acabado y versiones para el DS3 son los siguientes:

### DS3 Peformance
La versión más radical del DS3. Posee el bloque 1.6 THP 208.

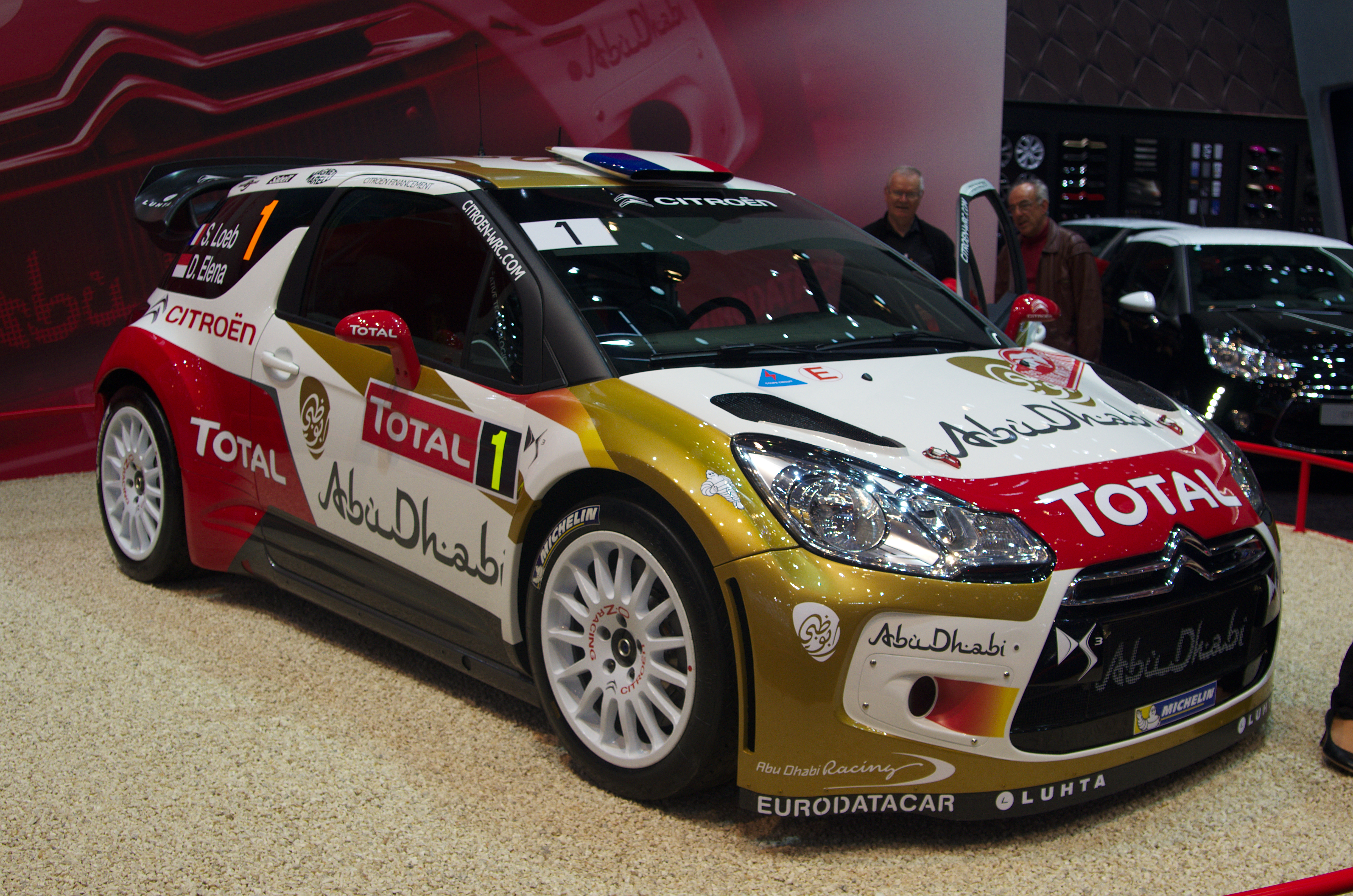
DS3 en el Salón del Automóvil de Ginebra 2013.

### DS3 Performance Line
La edición Performance Line equipa el impulsor 1.2 PureTech 110.

### DS3 Sport
Anteriormente denominado Sport Chic, equipa el motor 1.6 THP 165.

### DS3 Style
El DS3 Style podrá equipar el impulsor 1.2 PureTech 110 o el bloque 1.5 BlueHDI 100.

### DS3 Desire
La versión de entrada de gama podrá equipar el motor 1.2 PureTech 82 o 110.

Además, DS Automobiles ofrece los acabados Be Chic, So Chic y la edición limitada Café Racer.

## Lanzamiento
El Citroën DS3 se mostró al público en directo en la DS3ª Macro KDD Citroën, realizada en Madrid el 27 de marzo de 2010. Este evento, organizado por Hydractives España contó con la colaboración y patrocinio de Citroën España. La venta del DS3 comenzó el 5 de abril de 2010 en España.

## Series especiales
En el año 2011 se lanzó en España una serie especial de 50 unidades personalizadas por sus compradores con la colaboración de Joaquín Torres y el estudio A-cero.
special edition I y special edition II posteriormente.
En el año 2014 sale a la venta la edición especial techno Style con unos gráficos exclusivos tanto en el interior como en el exterior y que hacen referencia a los monumentos más típicos de Francia, además equipa de serie faros delanteros de LED/xenón con indicadores de dirección secuenciales, faros traseros con tecnología LED 3D, y varios opciones como un color blanco nácar, equipo de sonido con canal central delantero y subwoofer trasero o City Brake System.
En julio de 2017 se presenta el DS 3 Dark Side, una edición limitada con la carrocería vinilada que le da un aspecto rugoso y satinado.

## Competición

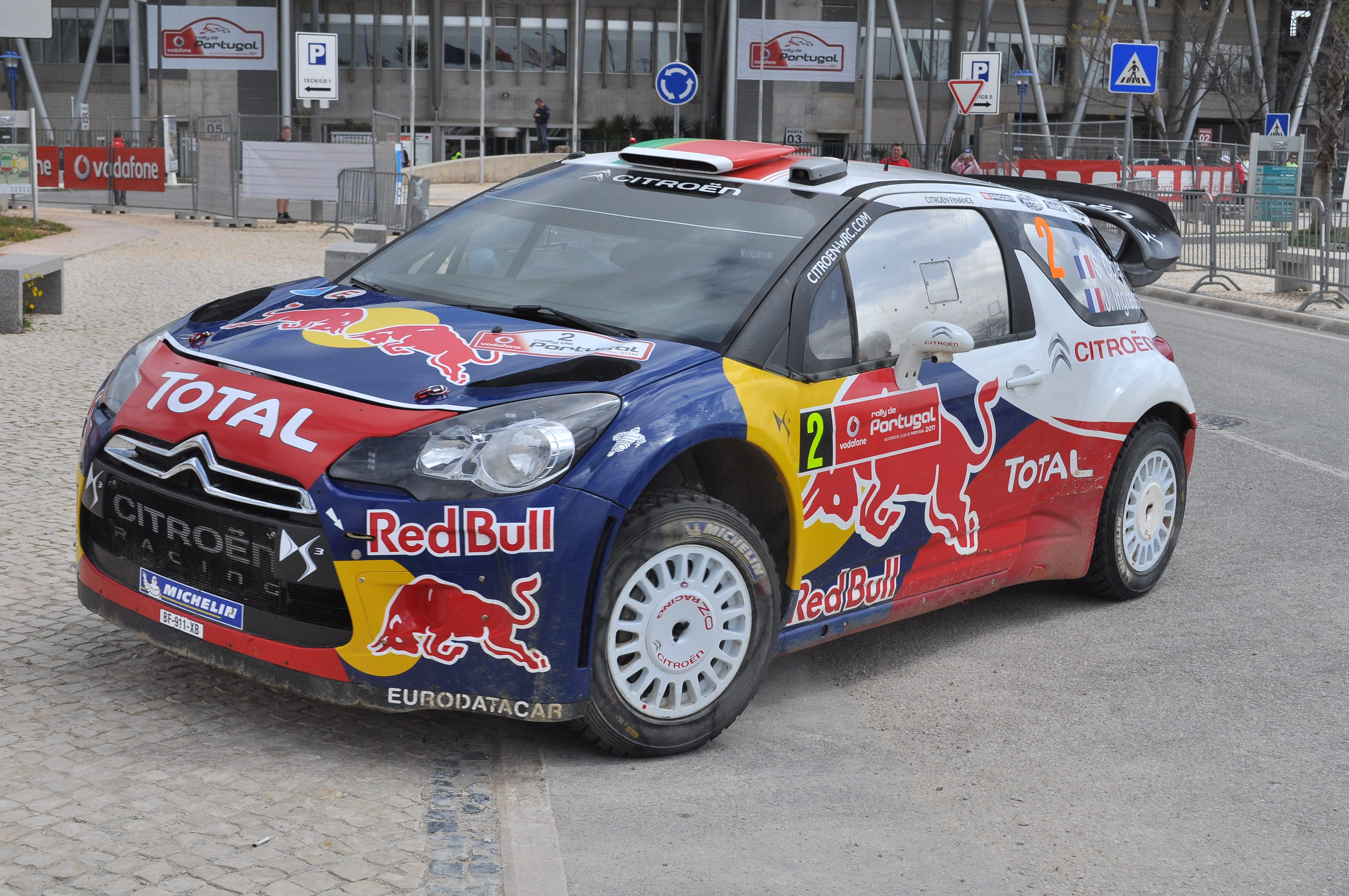
Citroën DS3 WRC.

El Citroën DS3 ha obtenido varias homologaciones para la competición en pruebas de rally. 

### Citroën DS3 WRC
Citroën construyó una versión para rally con homologación World Rally Car para competir en el Campeonato del Mundo de Rally dentro del equipo oficial, el Citroën World Rally Team. Debutó en el Rally de Suecia de 2011 y en su primer año logró diez victorias y el campeonato de constructores.

### Citroën DS3 RRC

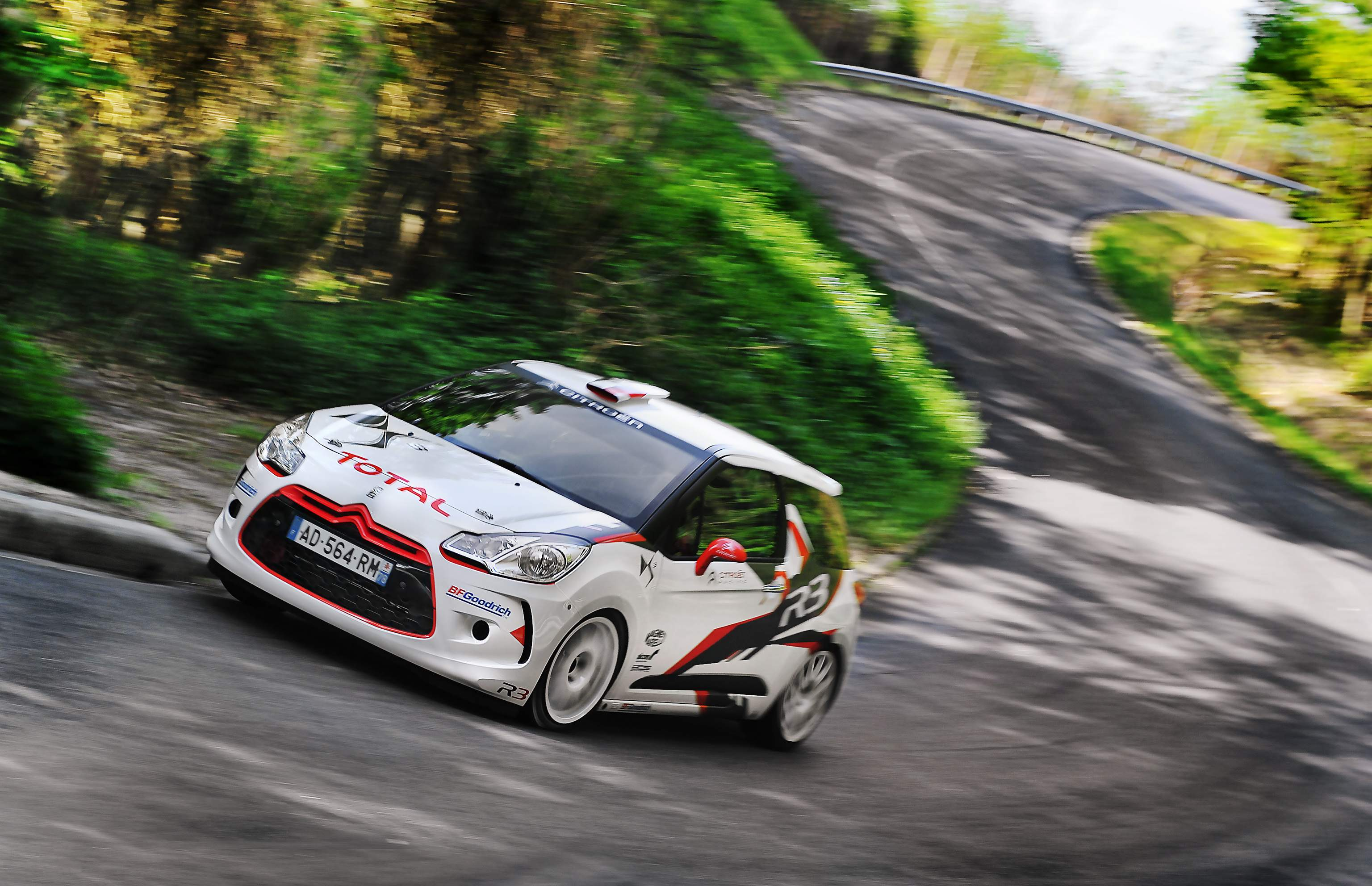
Citroën DS3 R3

Dentro de la categoría Super 2000, Citroën construyó una versión RRC, (acrónimo de Regional Rally Car), que debutó en el Rally de Valais de 2012, prueba del Campeonato de Europa de la mano del piloto Pieter Tsjoen.

### Citroën DS3 R5
En el mes de abril durante el Rally de Portugal, la marca presentó la primera maqueta de la versión R5 del DS3 que hará su debut como coche cero en el Rally de Francia en octubre de 2013. Cuenta con motor 1.6 cc con turbo y brida de 32 mm, caja de cambios secuencial de cinco relaciones y tracción a las cuatro ruedas, ambos trenes con diferencial mecánico.

### Citroën DS3 R3
Esta versión del Citroën DS3, con homologación grupo R3T es hoy en día uno de los vehículos pequeños de mayor caballaje en su categoría, equipando 210cv y 350 Nm de par motor. Su caja de seis velocidades y control secuencial semiautomático, permite cambiar de marchas el doble de rápido. Las suspensiones es adaptable a cualquier superficie, dando una gran carta de opciones.